# Šivačevo
Šivačevo (búlgaro:Шивачево) é uma cidade da Bulgária, localizada no distrito de Sliven. A sua população era de 3,868 habitantes segundo o censo de 2010.

## População
| Šivačevo | Šivačevo | Šivačevo | Šivačevo | Šivačevo | Šivačevo | Šivačevo | Šivačevo | Šivačevo | Šivačevo | Šivačevo | Šivačevo | Šivačevo | Šivačevo | Šivačevo | Šivačevo | Šivačevo | Šivačevo | Šivačevo | Šivačevo |
| --- | -------- | -------- | -------- | -------- | -------- | -------- | -------- | -------- | -------- | -------- | -------- | -------- | -------- | -------- | -------- | -------- | -------- | -------- | -------- |
| Ano | 1887     | 1910     | 1934     | 1946     | 1956     | 1965     | 1975     | 1985     | 1992     | 2001     | 2002     | 2003     | 2004     | 2005     | 2006     | 2007     | 2008     | 2009     | 2010     |
| População |          |          |          | …        | …        | …        | …        | 3,952    | 4,181    | 3,835    | 3,844    | 3,919    | 3,943    | 3,952    | 3,968    | 3,973    | 3,953    | 3,891    | 3,868    |
| Fontes: Instituto Nacional de Estatísticas, „citypopulation.de“, „pop-stat.mashke.org“, Bulgarian Academy of Sciences |          |          |          |          |          |          |          |          |          |          |          |          |          |          |          |          |          |          |          |